# ISO 3166-2:KR
کد ISO 3166-2:KR بخشی از استاندارد ایزو ۳۱۶۶ برای کشور کره جنوبی است که توسط سازمان بین‌المللی استانداردسازی ISO تنظیم شده‌است این سازمان، کدهای استاندارد را برای تقسیمات کشوری مهم (ایالتها یا استانهای) کشورهای موجود در استاندارد ایزو ۳۱۶۶-۱ تعریف می‌کند.
هر کد شامل دو بخش می‌گردد که توسط علامت - جدا می‌گردند.
- بخش نخست KR که در ایزو ۳۱۶۶-۱ آلفا-۲ کد کشور کره جنوبی است.
- بخش دوم شامل یک یا دو یا سه حرف است که بیان‌کننده استان یا ایالت کشور کره جنوبی می‌باشد.

## کدها
| کدها  | تقسیمات کشوری         | نوع                          |
| ----- | --------------------- | ---------------------------- |
| KR-11 | سئول                  | شهر speciale                 |
| KR-26 | بوسان                 | شهر metropolitana            |
| KR-27 | دائجو                 | شهر metropolitana            |
| KR-30 | دائجونگ               | شهر metropolitana            |
| KR-29 | گوانگجو               | شهر metropolitana            |
| KR-28 | اینچئون               | شهر metropolitana            |
| KR-31 | اولسان                | شهر metropolitana            |
| KR-43 | چونگچیونبوک-دو        | استان                        |
| KR-44 | چونگچئونگنام-دو       | استان                        |
| KR-42 | گانکون-دو (کره جنوبی) | استان                        |
| KR-41 | گیونگی-دو             | استان                        |
| KR-47 | جئونسانگبوک-دو        | استان                        |
| KR-48 | جئونسانگنام-دو        | استان                        |
| KR-49 | ججو-دو                | استان speciale autogovernata |
| KR-45 | جئولابوک-دو           | استان                        |
| KR-46 | جئولانام-دو           | استان                        |